# 마뉴엘 프리드리히
마뉴엘 만프레트 프리드리히 (Manuel Manfred Friedrich, 1979년 9월 13일~)는 독일의 전 축구 선수로, 현역 시절 포지션은 센터백이었다. 그는 라인란트팔츠주 바트 크로이츠나흐 출생이다.

## 클럽 경력
프리드리히는 1. FSV 마인츠 05에서 프로 데뷔를 하기 전 SG 굴덴탈 07에서 축구를 시작하였다. 1995년 프리드리히는 당시 2부리그에 위치한 1. FSV 마인츠 05에 합류하였다. 하지만, 팀 데뷔를 하기까지 2000년 2월 26일 FC 에네르기 콧부스전까지 기다려야 하였다.
다음 시즌, 프리드리히는 강력한 수비 옵션으로, 8골을 넣었다 (페널티는 없다). 후에 마인츠는 4위로 마감하였고, 1부리그 승격에 1점이 부족하였다.
이러한 활약은 1부리그의 팀들로부터 관심을 모았고, 프리드리히는 SV 베르더 브레멘과 계약하였다. 그러나, 2년간 단 1번밖에 출장하는 부진한 모습을 보였다. 또한 이 한번의 출장은 2003년 8월 23일, 4-1로 승리한 FC 샬케 04와의 경기에서 최종 7분이었다. 그는 리저날리가 노르트에 속한 2군에서 13경기에 출장해 2골을 넣었지만, 2002-03 시즌을 인대 파열로 거의 결장하였다.
2004년 1월 말, 프리드리히는 친정팀 1. FSV 마인츠 05로 복귀하였고, 승격을 위한 17점을 얻는데 공헌하였다. 5월 23일 그는 SV 아인트라흐트 트리어 05와의 원정경기에서 골을 넣었고, 팀은 3-0으로 승리하여 시즌 최종 라운드에서 승격을 확정하였다 (골득실 차이로 3위). 다음 3시즌동안 대부분의 경기에 출장하여 4골을 넣었지만, 마인츠는 2007년에 강등되었다.
2007년 7월, 그는 바이어 04 레버쿠젠으로 이적, 수비로서 인상적인 모습을 보임과 동시에, 시즌 초반 카를스루에 SC (3-0) 과 VfL 보훔 (2-0) 홈 경기 승리에 공헌하였다.
2013년 11월, 그는 보루시아 도르트문트으로 자유이적을 하였다.
그리고 1년 후에 새롭게 창설된 인도 슈퍼리그의 뭄바이 시티 FC로 이적했다.

## 국가대표 경력
2006년 3월, 프리드리히는 미국과의 친선경기에서 차출되었고, 1. FSV 마인츠 05 선수로는 최초로 독일 국가대표에 뛴 선수가 되었다. 하지만, 그는 경기에서 결장하였고 2006년 FIFA 월드컵 23인 최종 엔트리에 들지 못하였다.
2006년 8월 16일, 프리드리히는 3-0으로 승리한 스웨덴과의 친선경기에서 데뷔전을 치렀다. 그는 이 경기에서 후반전 45분을 뛰었다. 그는 아일랜드와 산마리노와의 UEFA 유로 2008예선에 풀타임 출장하였고, 산마리노전에서는 팀의 12번째 골이 될 한골을 넣었다. 팀은 이 약체에 13-0으로 승리하였다.